# Hinterer Bruch südlich Heppenheim
Das FFH-Gebiet (Fauna-Flora-Habitat) Hinterer Bruch südlich Heppenheim (BfN-ID 6317-306) liegt im Geo-Naturpark Bergstraße-Odenwald und gehört zur Stadt Heppenheim.

## Lage
Das FFH-Gebiet grenzt südlich an den Heppenheimer Bruchsee und umfasst eine Gesamtfläche von ca. 0,17 km² (16,94 ha). Im Süden durchfließt der Bombach das Gebiet.

## Schutzgebiet
Das Schutzgebiet „Hinterer Bruch südlich Heppenheim“ gehört als Fauna-Flora-Habitat (FFH)-Gebiet zum europäisch vernetzten Schutzgebietssystem Natura 2000. Der Maßnahmenplan für das FFH-Gebiet vom 10. Juli 2008 beschreibt die Erhaltungsziele.
Das Schutzgebiet liegt im Bereich der sog. Altneckarschlingen, die sich mit fortschreitender Verlandung des ehemaligen Neckar-Flussbetts bildeten. Schilf- und Feuchtegebüsche charakterisieren das Kerngebiet. Einige Tümpel bieten ein ideales Umfeld für Amphibien wie Molche, Kröten und Frösche. Hier findet sich das größte Vorkommen der sehr seltenen Kammmolche in Südhessen.
Bereits 1982 überließ die Stadt im Rahmen eines Überlassungsvertrages das Gebiet dem Nabu zur Betreuung, der seitdem für den Schutz der Amphibien und Vögel sorgt.